# Eduard Lorenz Lorenz-Meyer

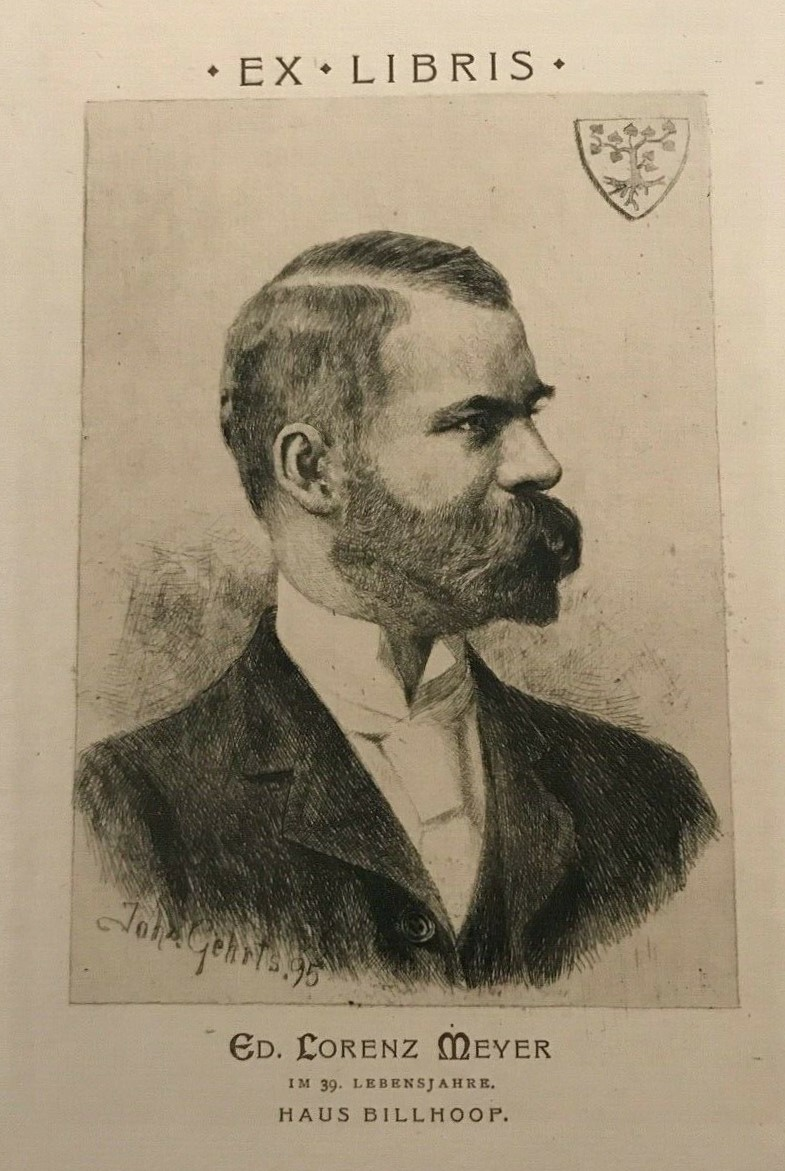
Johannes Gehrts: Exlibris für Lorenz-Meyer (1895)

Eduard Lorenz Lorenz-Meyer (* 12. Juli 1856 in Singapur; † 25. April 1926 in Hamburg) war ein deutscher Unternehmer, Kunstsammler, Heraldiker und Kunstmäzen.

## Leben
Sein Vater war der Unternehmer Arnold Otto Meyer (1825–1913) und seine Mutter war Luise Caroline Ferber (1833–1907). Als einziger Sohn seines Vaters absolvierte er von 1874 bis 1877 eine Kaufmannslehre; später übernahm er das väterliche Unternehmen. Nach seinem Militärdienst in den Jahren 1877/1878 arbeitete er in Singapur im Unternehmen Behn, Meyer & Co. (heute Behn Meyer Holding AG).
Lorenz-Meyer heiratete am 11. Dezember 1884 Alice Meyer, die Tochter des hamburgischen Juristen und Senators Ernst Friedrich Sieveking, mit der er drei Kinder hatte. 1888 kehrte er mit seiner Familie aus Singapur zurück und arbeitete nunmehr im Unternehmen seines Vaters, das sich in den folgenden Jahren gut entwickelte. Nach dem Ersten Weltkrieg verlor das von Lorenz-Meyer geführte Unternehmen seine Niederlassung in Singapur. Das sich dort befindliche Vermögen in Singapur wurde von den Engländern beschlagnahmt und nicht wieder zurückgegeben. Ebenso verlor Lorenz-Meyer seine britische Staatsbürgerschaft. 1922 wurde eine neue Niederlassung auf Java gegründet, die Aktiengesellschaft Straits Java Trading Company. 1925 zog sich Lorenz-Meyer aus der Leitung des Unternehmens zurück, die er seinem Sohn Albrecht überließ.
Lorenz-Meyer gilt neben Otto Hupp und Gustav Adolf Closs als bester Heraldiker seiner Zeit und hat auch über seine Lebensgrenzen hinaus eine weitreichende Reputation erworben. Als Sozialkonservativer war Lorenz-Meyer Mitglied im „Bund Deutscher Bodenreformer“, und ab 1905 war er Mitglied im „Reichsverband gegen die Sozialdemokratie“. In der Zeit der Weimarer Republik war Lorenz-Meyer Mitglied der Partei DVP.

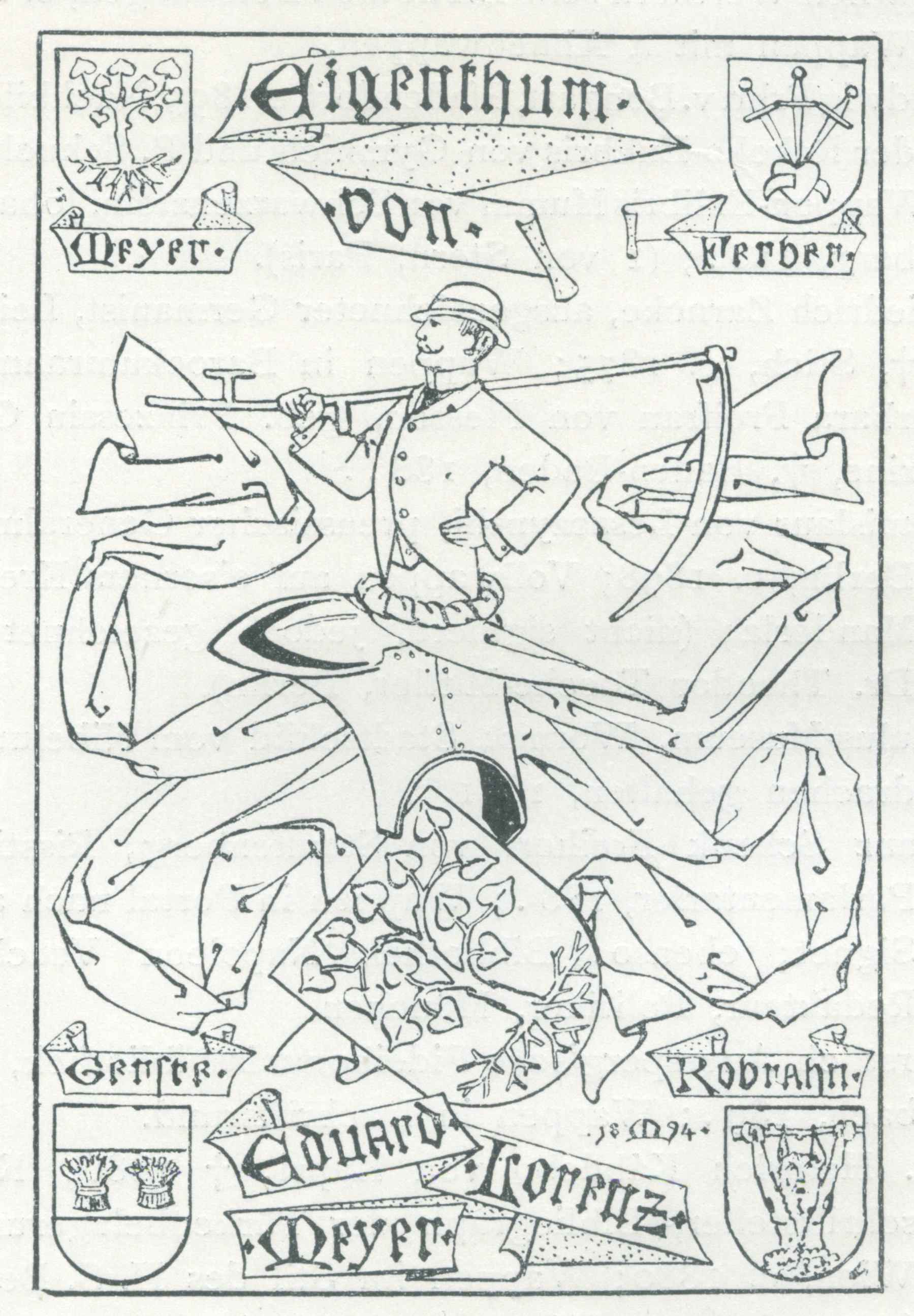
Eigenes Exlibris von Eduard Lorenz Lorenz-Meyer

Lorenz-Meyer war Stifter der Hamburger Kunsthalle. Dem Museum für Völkerkunde in Hamburg stiftete er mehrere Exponate, die er auf seinen Reisen in Ostasien  gesammelt hatte. Zudem besaß Lorenz-Meyer eine Sammlung ostasiatischer Waffen.

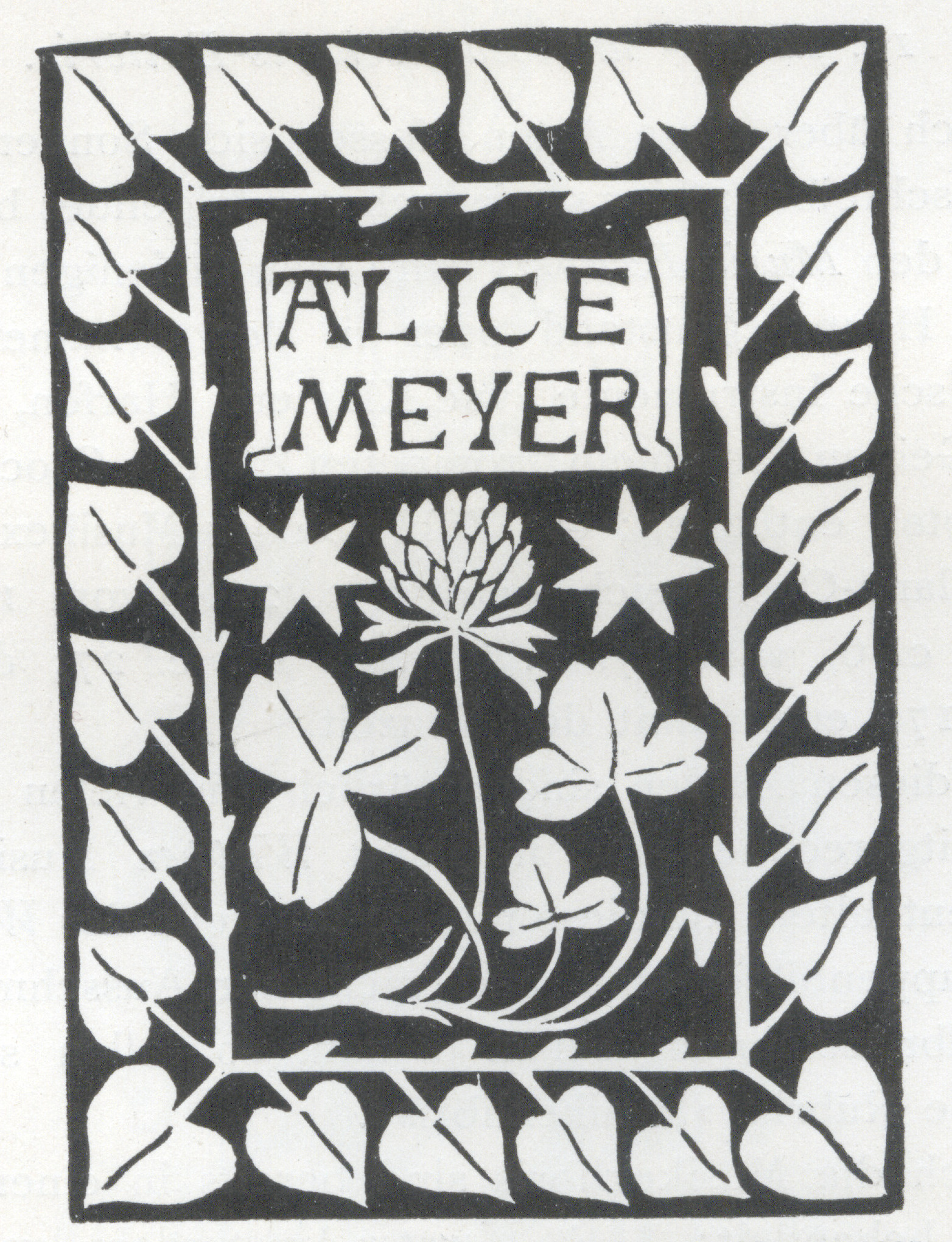
Das von Lorenz-Meyer gestaltete Exlibris für seine Ehefrau Alice

Als Künstler zeichnete Lorenz-Meyer, und von ihm stammen eine Reihe von Aquarellen. In der Kunsthalle Hamburg bestand von 1955 bis 1986 ein „Lorenz-Meyer-Zimmer“, das diese Werke präsentierte.

## Werke (Auswahl)
- Wappenbuch der hamburgischen Deputationen. 1860–1896 (Digitalisat)
- Hamburgische Wappen und Genealogien. Selbstverl., Hamburg 1890 (Digitalisat)
- Hamburgische Wappenrolle. 1912